# Morges (rivière)
Pour la ville homonyme, voir Morges. Pour les cours d’eau au nom approchant, voir Morge.
La Morges est une rivière coulant en Suisse, dans le canton de Vaud. Elle se jette dans le Rhône au niveau du lac Léman et arrose la ville homonyme de Morges. Les affluents suivant se déversent dans la Morges : le Combagnou sur sa rive gauche qui la rejoint au sud de Pampigny, puis le Grand Curbit sur sa droite Bussy et Vaux-sur-Morges.

## Hydronymie
La Morges tire son nom du terme arpitan Morgia, ou Morgyz. Morgia est apparenté au terme morga ou marka, qui désigne une limite, une frontière en germanique ancien. La rivière partage cette origine avec la Morge de Saint-Gingolph et celle de Conthey

## Géographie

### Parcours
La Morges prend sa source au nord d'Apples, dans le lieu-dit Le Marais. La rivière alterne passages canalisés souterrains lit à l'air libre. Elle rejoint la ligne Apples – L'Isle qu'elle longe jusqu'à la station Le Manège, puis elle s'éloigne en direction du nord-est. Elle resurgit et récupère les eaux de la station d'épuration communale. La rivière entre alors au sud de la commune de Sévery et en ressort à l'est pour entrer sur Cottens où le Combagnou y conflue. La rivière marque alors un franc virage vers le sud puis entre sur la commune d'Échichens en coulant à l'ouest de Colombier. En continuant vers le sud, elle marque alors la limite communale avec Clarmont. Le long de cette limite, une prise d'eau est installée et dédouble le lit de la rivière jusqu'au moulin de Clarmont. La Morges continue dans la même direction et marque désormais la limite communale entre Clarmont et Vaux-sur-Morges avant d'entrer entièrement sur cette commune jusqu'au tripoint entre Vaux-sur-Morges, Bussy-Chardonney et Vufflens-le-Château où le Grand Curbit conflue dans ses eaux. De là, la rivière vire en direction du sud-est et marque la limite entre Vufflens-le-Château et Vaux-sur-Morges puis Monnaz (localité de la commune d'Échichens). À nouveau la rivière arrive à un tripoint entre Vufflens-le-Château, Échichens et Morges. Le Baillon y conflue en ce point. La rivière continue en direction du sud et forme la limite entre les communes de Chigny et Morges puis entre entièrement dans cette dernière commune, à laquelle elle a donné son nom, jusqu'à ce qu'elle se jette dans le lac Léman. Son parcours est d'environ 14,86 km.

### Hydrologie
Le bassin versant de la Morges est de 35,6 km2 et le régime hydrologique de la rivière est nivo-pluvial. À Morges, près de la patinoire, le débit annuel moyen de la Morges est de 0,228 m3/s pour 2011. Sur la période de 1995 à 2011 le débit moyen est de 0,434 m3/s. Le débit de pointe le plus élevé est atteint le 15 novembre 2002 avec plus de 23,6 m3/s, avec ce même jour, un débit moyen de 9,36 m3/s. Le débit minimum moyen journalier lui est atteint le 2 août 2004 avec moins de 0,017 m3/s.

## Faune
La Morges possède plusieurs échelles à poissons sur son parcours, notamment à Vaux-sur-Morges. Elle est réputée comme rivière à truites Fario. En 2013, l'inspection de la pêche du canton de Vaud y relève la capture de 190 individus.

## Héraldique

Armoiries de la commune de Morges.

Deux rivières coulent sur le territoire de la commune de Morges : la Morges qui traverse la ville en son centre et lui donne son nom et à l'est la limite communale avec Préverenges est marquée par le Bief. Ces deux cours d'eau son représentées sur les armoiries de la ville qui se blasonnent ainsi : Coupé d'argent et de gueules à deux fasces ondées de l'un en l'autre. Les deux fasces d'argent et de gueules symbolisent ces deux rivières.